# Antonio I di Oldenburg
Antonio I di Oldenburg e Delmenhorst (1505 – Oldenburg, 22 gennaio 1573) fu un membro del casato degli Oldenburg e conte imperiale di Oldenburg e Delmenhorst all'interno del Sacro Romano Impero.

## Biografia
Antonio I era il più giovane dei figli maschi di Giovanni V, conte di Oldenburg (1460-1525) ed Anna di Anhalt-Zerbst. Ebbe una disputa di lungo corso con i suoi fratelli Giovanni VI, Giorgio, e Cristoforo su chi sarebbe sto l'unico sovrano della contea di Oldenburg. Nel 1529, diventò reggente della contea. Nel 1531, l'imperatore Carlo V lo infeudò della contea di Oldenburg-Delmenhorst.
Nel 1547, durante la guerra di Smalcalda, conquistò il castello e la signoria di Delmenhorst, che erano state perse da Münster nel 1482.
Egli rafforzò le difese di sua contea espandendo le sue fortezze, pagando queste costruzioni con i proventi derivati delle proprietà della chiesa che aveva confiscato durante la riforma protestante. L'ordine di of San Giovanni lo citò in giudizio sui loro beni confiscati; dopo un lungo processo, Antonio prevalse.
Con l'aiuto degli agricoltori di Stadland and Butjadingen, che suo padre aveva conquistato nel 1514, riuscì a gestire una grande quantità di territorio fertile costruendo argini intorno ad alcune zone umide nel Jadebusen. Costruì diversi grandi manieri per amministrare questa nuova terra.
Nel 1566, suo fratello Cristoforo morì, e Antonio diventò l'unico sovrano di Oldenburg e Delmenhorst.
Antonio I morì nel 1573, e fu succeduto da suo figlio Giovanni VII.

## Matrimonio e figli
Antonio sposò il 1 gennaio 1537 a Oldenburg, la duchessa Sofia di Sassonia-Lauenburg (1521 – 1571), figlia del duca Magnus I e Caterina di Brunswick-Lüneburg. Ebbero i seguenti figli:
- Caterina di Oldenburg (8 agosto 1538 - 1 febbraio 1620); sposò nel 1561 to Alberto II, conte di Hoya (1526 - 18 marzo 1563).
- Anna di Oldenburg (3 aprile 1539 - 25 agosto 1579); sposò il 16 febbraio 1566 Giovanni Günther I, conte di Schwarzburg-Sondershausen (20 dicembre 1532 - 28 ottobre 1586).
- Giovanni VII (9 settembre 1540 - 12 November 1603); sposò nel 1576 Elisabetta di Schwarzburg-Blankenburg (13 aprile 1541 - 26 dicembre 1612).
- Cristiano di Oldenburg (7 novembre 1544 - 6 agosto 1570)
- Clara di Oldenburg (1 novembre 1547 - 30 maggio 1598)
- Antonio II (8 settembre 1550 - 25 ottobre 1619); sposò nel 1600 Sibilla Elisabetta di Brunswick-Dannenberg (4 giugno 1576 - 9 luglio 1630).

## Ascendenza
|                                        |                               |                                | Genitori |  |  | Nonni |  |  | Bisnonni              |  |  | Trisnonni                |  |
|                                        |                               |                                |          |  |  |       |  |  | Dietrich di Oldenburg |  |  | Cristiano V di Oldenburg |  |
|                                        |                               |                                |          |  |  |       |  |  | Dietrich di Oldenburg |  |  | Cristiano V di Oldenburg |  |
|                                        |                               | Agnese di Hohnstein-Herringen  |          |  |  |       |  |  | Dietrich di Oldenburg |  |  |                          |  |
| Gerardo VI di Oldenburg                |                               |                                |          |  |  |       |  |  | Dietrich di Oldenburg |  |  |                          |  |
|                                        |                               | Edvige di Schauenburg          | …        |  |  |       |  |  |                       |  |  |                          |  |
|                                        |                               | Edvige di Schauenburg          | …        |  |  |       |  |  |                       |  |  |                          |  |
|                                        |                               | Edvige di Schauenburg          | …        |  |  |       |  |  |                       |  |  |                          |  |
| Giovanni V di Oldenburg                |                               | Edvige di Schauenburg          |          |  |  |       |  |  |                       |  |  |                          |  |
|                                        |                               | Ottone VII di Tecklenburg      | …        |  |  |       |  |  |                       |  |  |                          |  |
|                                        |                               | Ottone VII di Tecklenburg      | …        |  |  |       |  |  |                       |  |  |                          |  |
|                                        |                               | Ottone VII di Tecklenburg      | …        |  |  |       |  |  |                       |  |  |                          |  |
| Adelaide di Tecklenburg                |                               | Ottone VII di Tecklenburg      |          |  |  |       |  |  |                       |  |  |                          |  |
|                                        |                               | Ermengarda di Hoya             | …        |  |  |       |  |  |                       |  |  |                          |  |
|                                        |                               | Ermengarda di Hoya             | …        |  |  |       |  |  |                       |  |  |                          |  |
|                                        |                               | Ermengarda di Hoya             | …        |  |  |       |  |  |                       |  |  |                          |  |
| Antonio I di Oldenburg                 |                               | Ermengarda di Hoya             |          |  |  |       |  |  |                       |  |  |                          |  |
|                                        | Sigismondo I di Anhalt-Dessau | …                              |          |  |  |       |  |  |                       |  |  |                          |  |
|                                        | Sigismondo I di Anhalt-Dessau | …                              |          |  |  |       |  |  |                       |  |  |                          |  |
|                                        | Sigismondo I di Anhalt-Dessau | …                              |          |  |  |       |  |  |                       |  |  |                          |  |
| Giorgio I, I principe di Anhalt-Zerbst | Sigismondo I di Anhalt-Dessau |                                |          |  |  |       |  |  |                       |  |  |                          |  |
|                                        |                               | Giuditta di Querfurt           | …        |  |  |       |  |  |                       |  |  |                          |  |
|                                        |                               | Giuditta di Querfurt           | …        |  |  |       |  |  |                       |  |  |                          |  |
|                                        |                               | Giuditta di Querfurt           | …        |  |  |       |  |  |                       |  |  |                          |  |
| Anna di Anhalt-Zerbst                  |                               | Giuditta di Querfurt           |          |  |  |       |  |  |                       |  |  |                          |  |
|                                        |                               | Alberto III di Lindau-Ruppin   | …        |  |  |       |  |  |                       |  |  |                          |  |
|                                        |                               | Alberto III di Lindau-Ruppin   | …        |  |  |       |  |  |                       |  |  |                          |  |
|                                        |                               | Alberto III di Lindau-Ruppin   | …        |  |  |       |  |  |                       |  |  |                          |  |
| Anna di Lindow-Ruppin                  |                               | Alberto III di Lindau-Ruppin   |          |  |  |       |  |  |                       |  |  |                          |  |
|                                        |                               | Anna di Schlesien-Glogau-Sagan | …        |  |  |       |  |  |                       |  |  |                          |  |
|                                        |                               | Anna di Schlesien-Glogau-Sagan | …        |  |  |       |  |  |                       |  |  |                          |  |
|                                        |                               | Anna di Schlesien-Glogau-Sagan | …        |  |  |       |  |  |                       |  |  |                          |  |
|                                        |                               | Anna di Schlesien-Glogau-Sagan |          |  |  |       |  |  |                       |  |  |                          |  |